# Ester
|  | «Esther» redirigeix aquí. Si cerqueu la cantautora valenciana, vegeu «ESTHER (cantant)». |

Ester o Esther (en hebreu: אֶסְתֵּר, Ester), nascuda Hadassah bat Avigaïl, va ser una dona jueva, casada amb un rei de l'Imperi persa, segons el relat bíblic del Llibre d'Ester. És considerada una profetessa per al judaisme i una santa per al cristianisme. Casada amb Ahasuerus (tradicionalment identificat amb Xerxes I), va salvar la comunitat jueva de Pèrsia de la mort, i fou considerarda com una heroïna.
Ester o Esther és un nom d'origen persa que significa 'estel'. La celebració litúrgica d'aquesta santa en el cristianisme és el 8 de desembre.

## Història
Aquest nom apareix en l'Antic Testament i explica la vida d'una jueva anomenada Ester, una noia òrfena jueva que va arribar a ser reina de Pèrsia. És un dels episodis més emocionants de la Història Sagrada que narra com Ester, en quedar-se sense pares, és adoptada per Mardoqueu, sacerdot jueu. Aquesta jove, de gran bellesa, és vista pel rei dels perses que decideix esposar-la. Per aquesta raó rebutja la seva esposa Vasti i aconsegueix que Mardoqueu accepti el matrimoni entre ell i la bonica Ester.
Paral·lelament, el primer ministre del rei, Aman, que sent un gran odi vers els jueus, intenta que el rei mati tot el poble jueu en un sol dia. Però, gràcies a la intervenció d'Ester, aquest crim no es duu a terme i Aman és executat, mentre que Mardoqueu és nomenat ministre en el seu lloc. Com a resultat de la seva intervenció, els jueus van poder continuar de viure sota els sobirans perses amb una certa protecció.
A partir d'aquesta data, el primer de juliol, es commemora cada any la salvació del poble jueu. Aquesta festa és anomenada Festa de Purim.

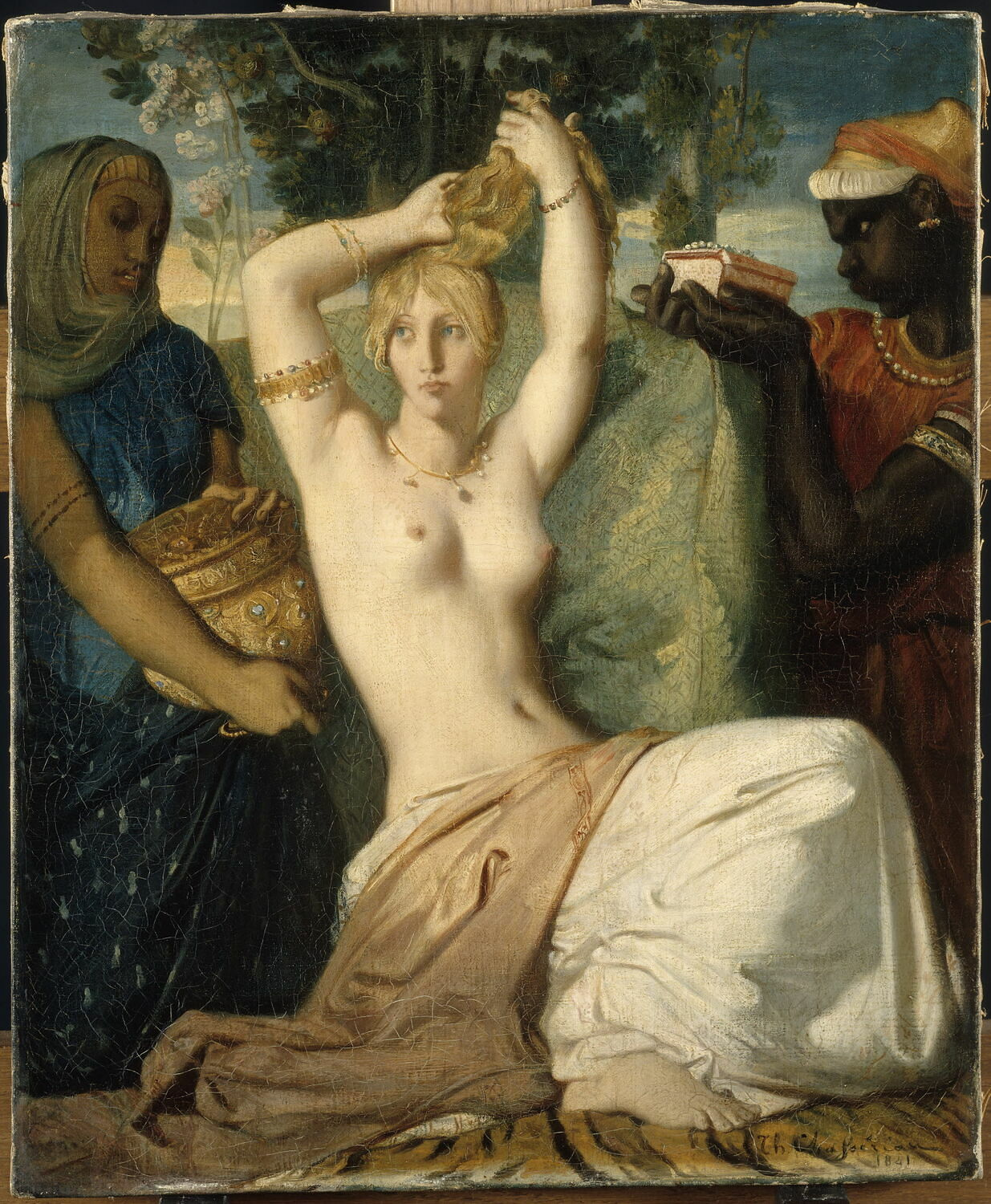
Esther preparant-se per a presentar-se davant el rei Assuer, pintura de Chassériau del 1841
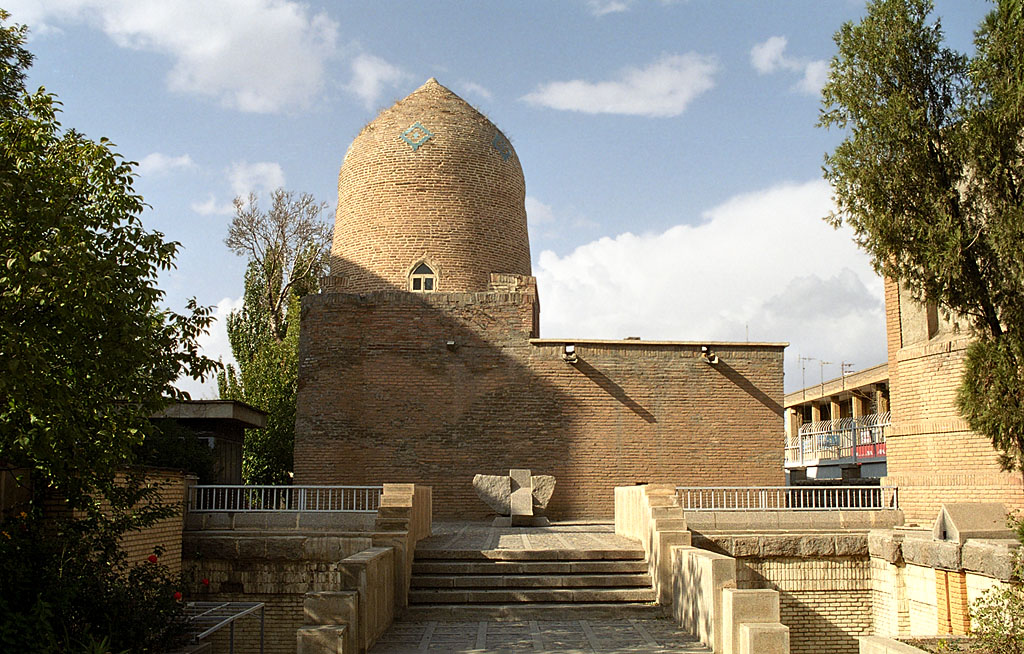
Mausoleu d'Ester i Mardoqueu a Hamedan (Iran)
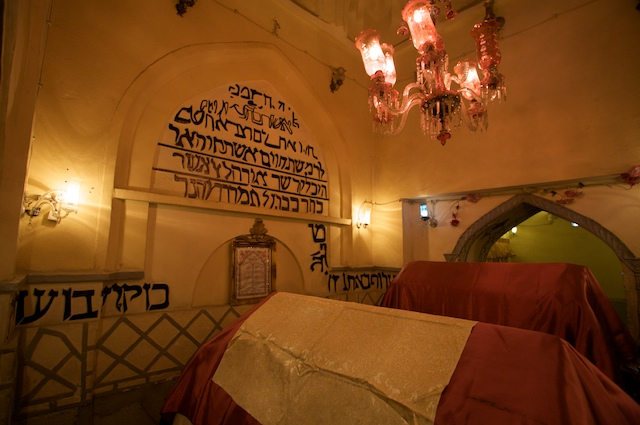
Tradicional tomba d'Ester i Mardoqueu a Hamedan (Iran)

## Literatura
Aquest episodi de la Bíblia, dins l'Antic Testament, és la història que Salvador Espriu va utilitzar per a escriure la seva conegudíssima obra Primera història d'Esther. Abans, el 1689, Jean-Baptiste Racine havia escrit la seva tragèdia Esther, sobre la qual, el 1718, Georg Friedrich Haendel va compondre l'oratori Esther.

## Música
El compositor i violinista Nicolaus Adam Strungk (1640-1700) va compondre una òpera amb aquest mateix nom.